# Особняк Свечиной — Циммерман — Моргунова

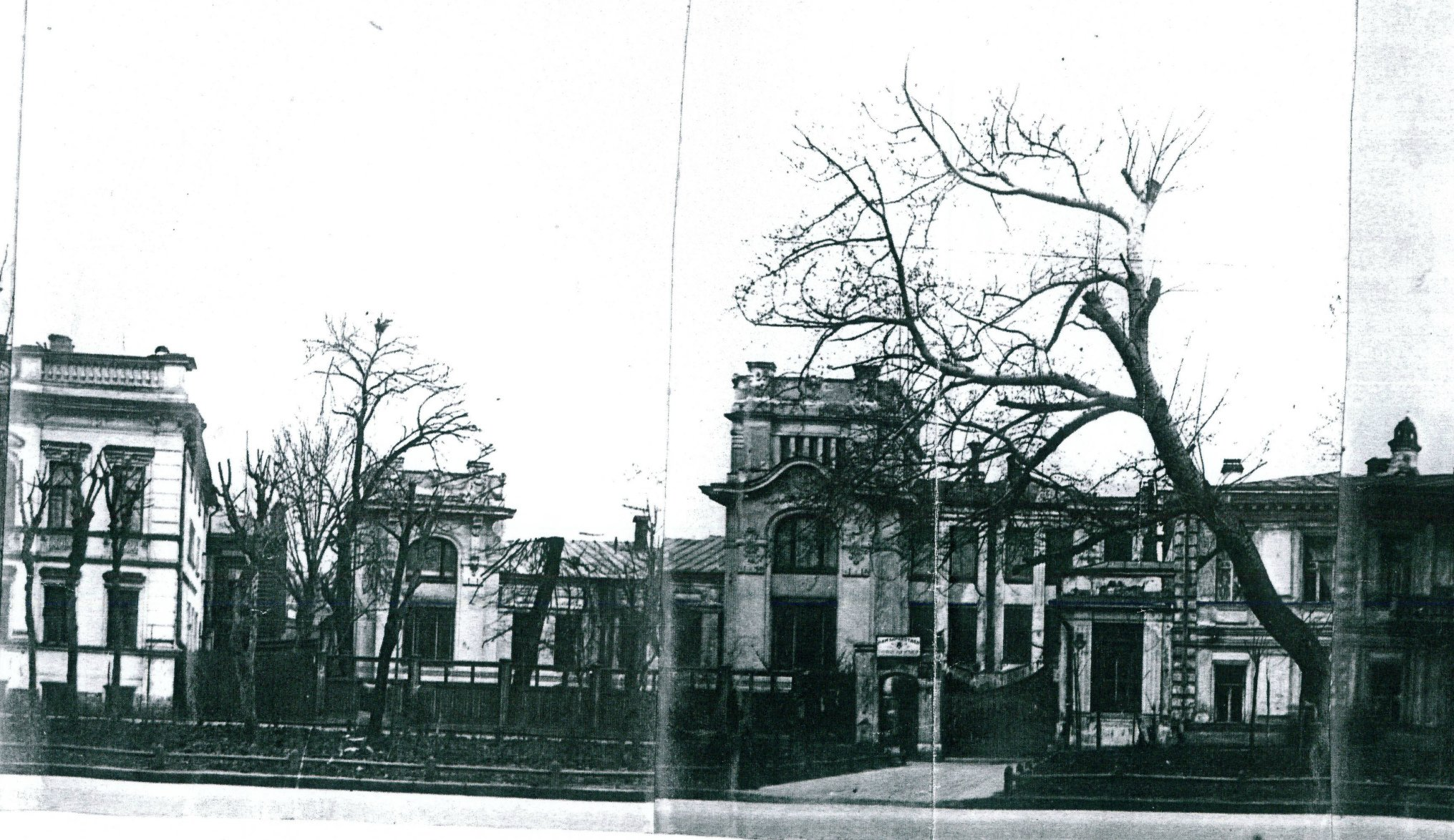
Архивный снимок особняка, 1930-е годы

Жило́й дом Све́чиной — Циммерма́н — Моргуно́ва — особняк в стиле модерн, расположенный в Москве на проспекте Мира. Был перестроен в 1902 году по проекту архитектора Александра Гребенщикова из небольшого здания в стиле ампир. Объект культурного наследия народов России регионального значения.

## История
В первом десятилетии XIX века владение по 1-й Мещанской улице (в настоящее время — проспект Мира) принадлежало супруге надворного советника Марии Антоновне Раевской и включало небольшую усадьбу с деревянным господским домом в глубине участка, садом и служебными постройками. В 1811 году особняк перестроили в камне: он получил типичное для своего времени оформление в стиле классицизм. Первый этаж отводился под служебные помещения, на втором располагались парадные залы и личные покои хозяев, дополнительные жилые комнаты размещались в мезонине. Дом сильно пострадал при пожаре 1812 года, к 1816-му здание восстановили. К 1828-му усадьба перешла к Екатерине Александровне Свечиной, чиновнице 7-го класса.
В начале 1870-х годов усадьбу выкупили супруги Софья Фёдоровна и Карл Фридрих Циммерман, купец 2-й гильдии родом из Ревеля, который долгое время занимался в России шляпным делом. В 1872-м Циммерман направили в городскую управу прошение на проведение ремонта главного дома, «чтобы в нём исправить починками рамы, полы и печи». Согласно архивным данным, в тот период к зданию примыкала одноэтажная галерея с двухэтажной ретирадой. В 1895—1897 годах на усадебном участке под руководством архитектора Николая Тютюнова возвели несколько хозяйственных построек в неоготическом стиле. Разрешение на перестройку главного дома было получено только в 1902-м, в качестве архитектора пригласили гражданского инженера Александра Гребенщикова. По его проекту из простого г-образного в плане здание получило сложную асимметричную структуру с разноуровневыми объёмами и двусветным ризалитом.
Особняк был перестроен в стиле модерн: фасады получили оформление с характерной лепниной и арочными окнами. Примечательно, что маскароны, которые очень широко применялись в то время, были выполнены по индивидуальному проекту и не имеют аналогов. Большое внимание уделили отделке внутренних помещений: интерьеры обильно декорировали лепниной и мозаикой, камины отделали мрамором четырёх видов, а окна украсили редкой живописью на стекле. Малые архитектурные формы, такие как люстры, решётки лестниц, столярные элементы, были также разработаны по индивидуальным эскизам архитектора. В застеклённом эркере второго этажа устроили зимний сад площадью 2,75 квадратной сажени (около 6 м²).
7 августа 1904 года усадьбу приобрела супруга потомственного почётного гражданина Юлия Михайловна Николаева, а уже 6 июня 1907 года перепродала её купцу Сергею Петровичу Моргунову. Память об этом хозяине сохранилась благодаря именному вензелю в картуше центрального фасада.
После революции 1917 года особняк национализировали. К 1925-му деревянный эркер обветшал и был разобран, в здании разместили туберкулёзный диспансер № 11 и перепланировали внутренние помещения. Проект переустройства возглавил инженер Франциск-Николай Васильевич Гиршинг. Несмотря на то, что в этот период были снесены печи и перенесены дверные проёмы, исследователи оценивают реконструкцию как щадящую, которая не нанесла значительного урона объёмно-пространственному решению и оригинальной отделке интерьеров. Во время расширения проспекта Мира в 1950-х годах снесли окружающую историческую застройку, палисадник и ограду усадьбы.
После распада СССР здание неоднократно переходило к разным арендаторам, от офисов и медицинских центров до музея восковых фигур. В этот период фасад был перекрашен в зеленовато-голубой цвет. С 2003 года в доме располагается «Хор Турецкого». В 2018-м по заказу Департамента культурного наследия Москвы был разработан проект комплексной реставрации здания, в интерьерах которого сохранились различные декоративные украшения, живописные полотна, витражное остекление, оригинальные деревянные двери и оконные рамы, лестница со ступенями из искусственного розового мрамора и камин из натурального и искусственного мрамора. Завершение работ запланировано на конец 2022 года.

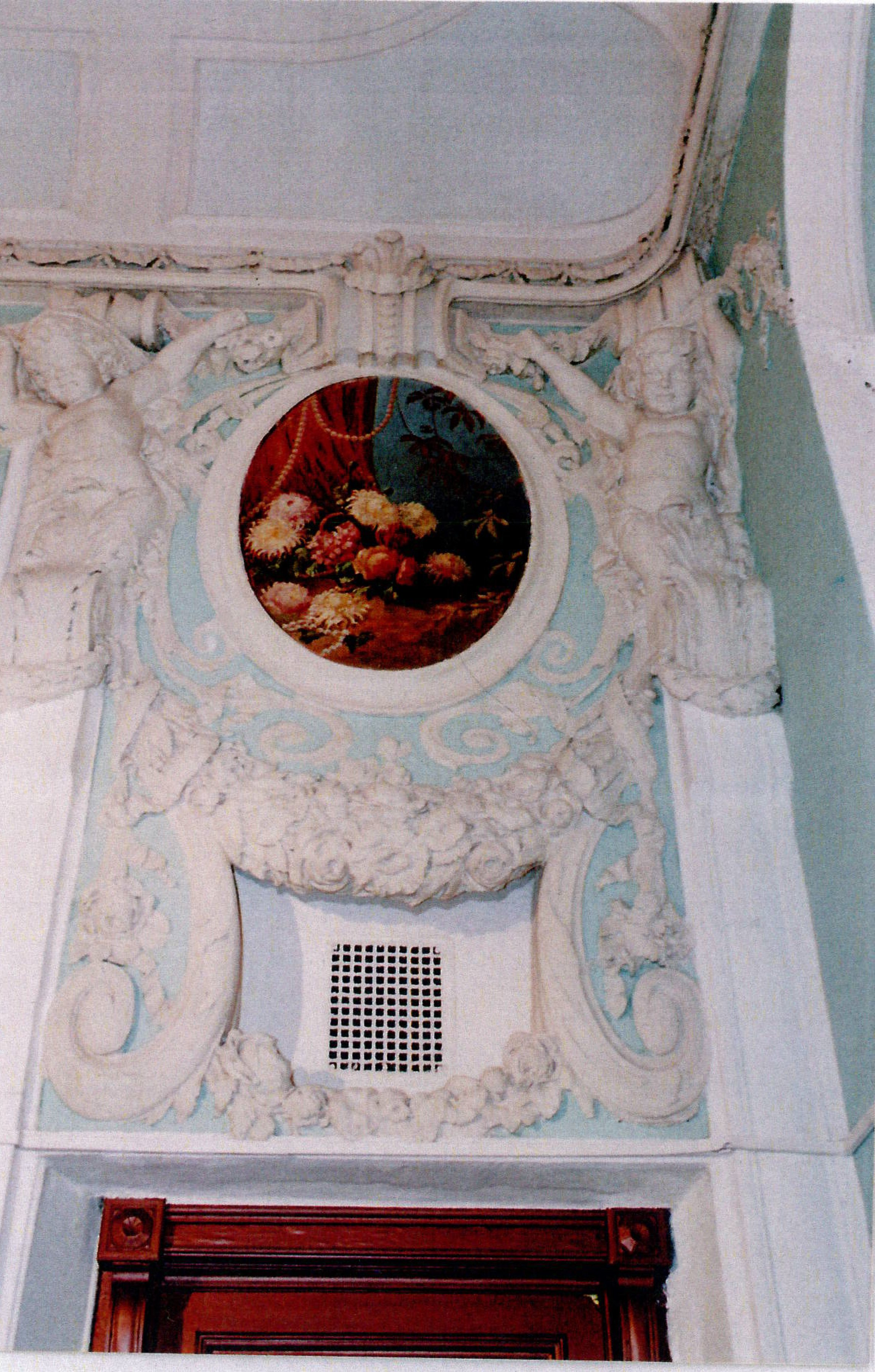
Декоративная лепнина и мозаичное панно в парадном зале, 2005 год
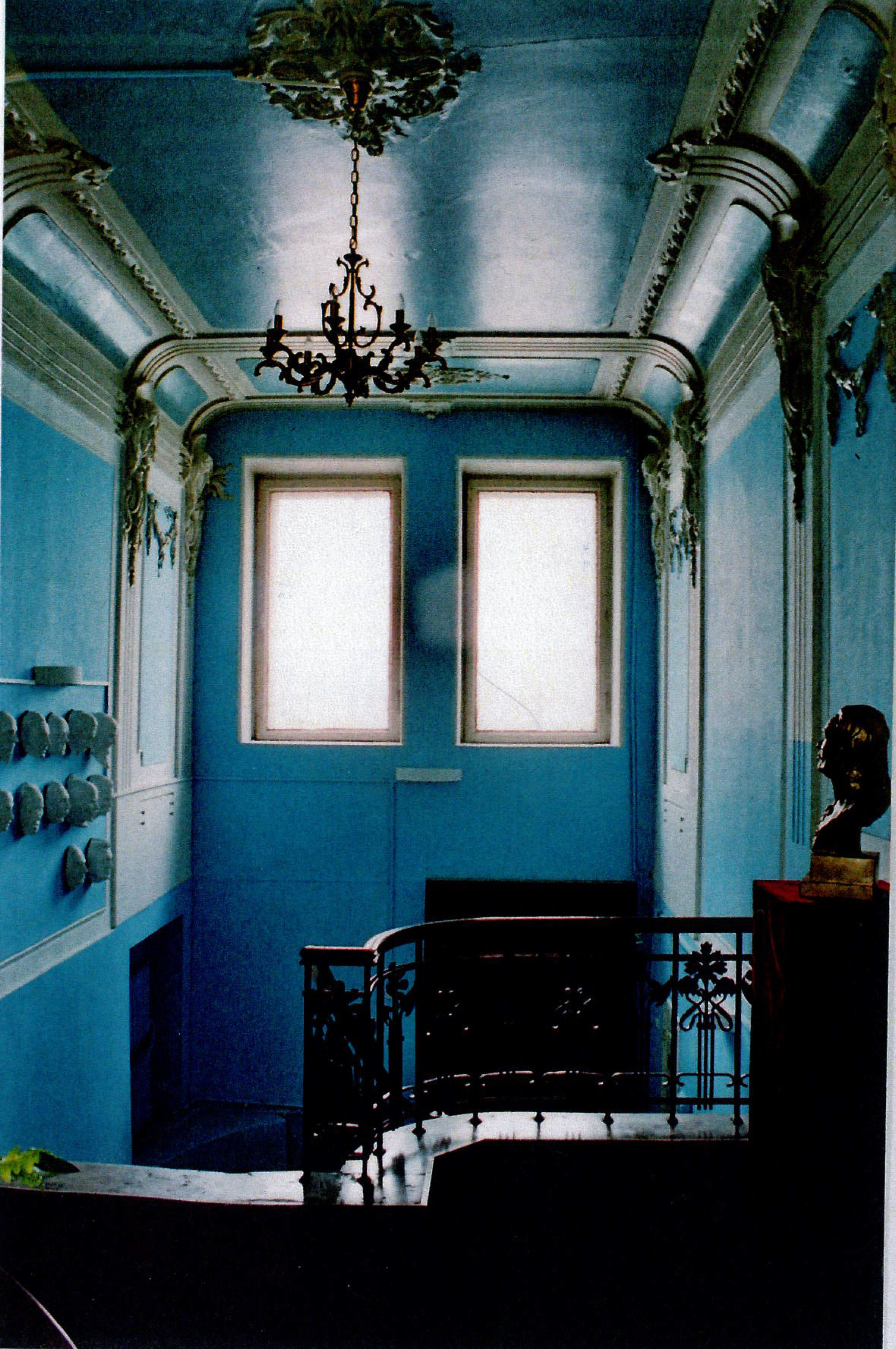
Вестибюль здания, 2005 год
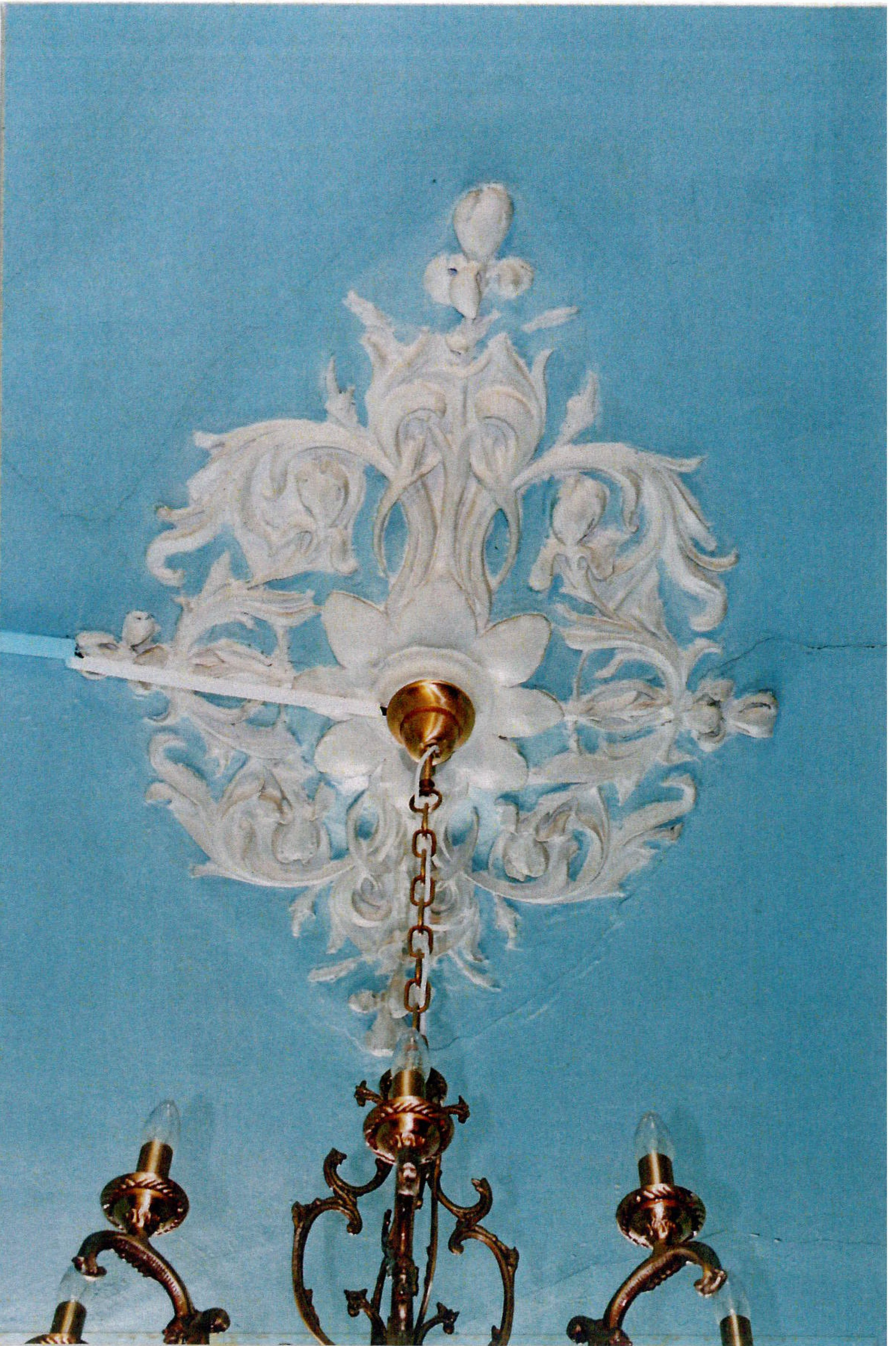
Потолок вестибюля, 2005 год
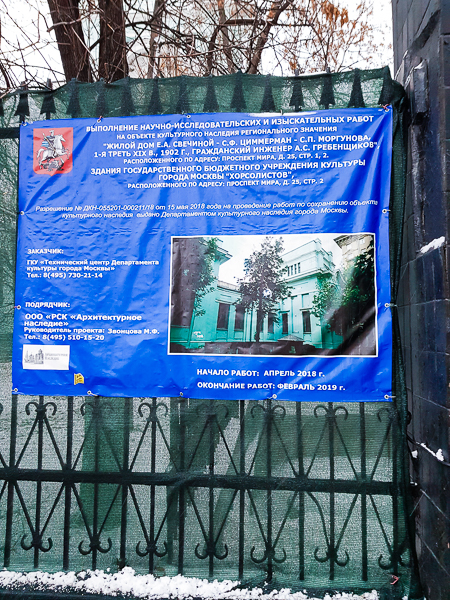
Информационный плакат Минкульта Москвы на ограде здания, 2018 год